# 厄尔尼·贝克
欧内斯特·约瑟夫·贝克（英語：Ernest Joseph Beck，1931年12月11日—2024年12月12日），美国NBA联盟职业篮球运动员。